# Амиен
 Тази статия е за града във Франция.  За канала вижте Амиен (канал).  
Амиѐн (на френски: Amiens) е град в Северна Франция, център на департамент Сом. Разположен е на река Сома, на 55 km югоизточно от нейното устие в Ла Манш. От Средновековието е известен с текстилната си промишленост и своята готическа катедрала. Населението на града е 136 105 души към 2006 г.

## Известни личности
Родени в Амиен
- Жермен Дюлак (1882 – 1942), режисьорка
- Франсоа-Анри Дезерабл (р. 1987), френски писател и хокеист на лед
- Еманюел Макрон (р. 21 декември 1977), президент на Франция (2017 – )

Починали в Амиен
- Жул Верн (1828 – 1905), писател

## Побратимени градове
- Тълса, САЩ